# Xã French Lake, Quận Wright, Minnesota
Xã French Lake (tiếng Anh: French Lake Township) là một xã thuộc quận Wright, tiểu bang Minnesota, Hoa Kỳ. Năm 2010, dân số của xã này là 1.172 người.